# Svrljig
Svrljig (en serbe cyrillique : Сврљиг) est une ville et une municipalité de Serbie situées dans le district de Nišava. Au recensement de 2011, la ville comptait 7 543 habitants et la municipalité dont elle est le centre 14 224.

## Géographie
Svrljig est située au sud-est de la Serbie, à 30 km de Niš, sur les bords du Svrljiški Timok (le « Timok de Svrlig »). Le territoire municipal est constitué à 70 % par des zones de collines ou de montagnes. La ville est entourée par les monts Svrljiške planine, au sud, qui s'élèvent à 1 334 m d'altitude au pic du Zeleni vrh ; le Paješki kamen (1 074 m) se trouve à l'est de la ville, les monts Tresibaba (786 m) au nord et le mont Kalafat (839 m) à l'ouest. Au nord-ouest, la municipalité est bordée par la région de Golak, au nord par la dépression de Knjaževac, à l'est par le mont Zaglavak, au sud par la Belopalanačka kotlina et, au-delà, par la gorge de Sićevo (en serbe : Sićevačka klisura) et par les dépressions de Niš et d'Aleksinac au sud et au sud-ouest.

## Localités de la municipalité de Svrljig

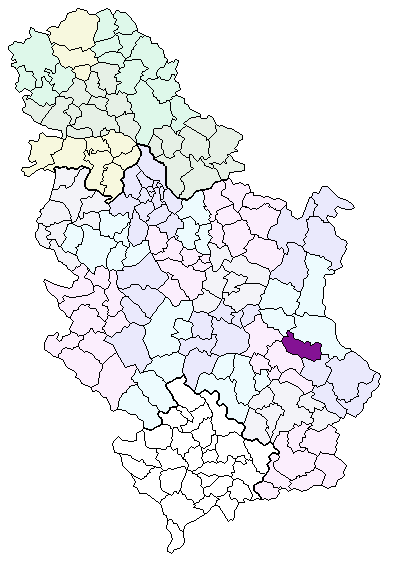
Localisation de la municipalité de Svrljig en Serbie

La municipalité de Svrljig compte 39 localités :
| - Beloinje - Burdimo - Bučum - Varoš - Vlahovo - Galibabinac - Gojmanovac - Grbavče - Gulijan - Guševac | - Davidovac - Drajinac - Đurinac - Željevo - Izvor - Kopajkošara - Labukovo - Lalinac - Lozan - Lukovo | - Manojlica - Merdželat - Mečji Do - Niševac - Okolište - Okruglica - Palilula - Periš - Pirkovac - Plužina | - Popšica - Prekonoga - Radmirovac - Ribare - Svrljig - Slivje - Tijovac - Crnoljevica - Šljivovik |

Svrljig est officiellement classée parmi les « localités urbaines » (en serbe : градско насеље et gradsko naselje) ; toutes les autres localités sont considérées comme des « villages » (село/selo).

## Démographie

### Ville

#### Évolution historique de la population dans la ville
| 1948  | 1953  | 1961  | 1971  | 1981  | 1991  | 2002  | 2011  |
| ----- | ----- | ----- | ----- | ----- | ----- | ----- | ----- |
| 1 296 | 1 646 | 2 012 | 3 486 | 5 728 | 7 421 | 7 705 | 7 543 |

## Politique

### Élections locales de 2008
À la suite des élections locales serbes de 2008, les 37 sièges de l'assemblée municipale de Svrljig se répartissaient de la manière suivante, :
| Parti                                                                         | Sièges |
| ----------------------------------------------------------------------------- | ------ |
| Parti paysan unifié                                                           | 13     |
| Parti radical serbe                                                           | 6      |
| Parti démocratique                                                            | 4      |
| G17 Plus                                                                      | 4      |
| Parti démocratique de Serbie                                                  | 4      |
| Parti socialiste de Serbie - Parti des retraités unis de Serbie - Serbie unie | 4      |
| Nouvelle Serbie                                                               | 2      |

Milija Miletić, le chef du Parti paysan unifié (USS), a été élu président (maire) de la municipalité, succédant ainsi à Saša Golubović, membre du parti G17 Plus.

### Élections locales de 2012
À la suite des élections locales serbes de 2012, les 27 sièges de l'assemblée municipale de Svrljig se répartissaient de la manière suivante :
| Parti                                                                         | Sièges |
| ----------------------------------------------------------------------------- | ------ |
| Parti paysan unifié                                                           | 14     |
| Parti socialiste de Serbie - Parti des retraités unis de Serbie - Serbie unie | 4      |
| Parti démocratique                                                            | 3      |
| Régions unies de Serbie                                                       | 3      |
| Parti progressiste serbe                                                      | 3      |

Milija Miletić, le chef du Parti paysan unifié (USS), a été réélu président de la municipalité.

## Tourisme
Une base de loisirs a été créée sur le territoire du village de Popšica, sur les pentes des Svrljiške planine, à 15 km de Svrljig.
La municipalité abrite un certain nombre d'édifices religieux comme le Temple de l'empereur Saint-Constantin et de l'impératrice Hélène (en serbe : Hram Sv.cara Konstantina i carice Jelene) à Svrljig, un édifice construit en 1926, ou le Temple de Saint-Nicolas (Hram Sv.Nikole) à  Drajinac, construit en 1938 ; ces deux églises sont caractéristiques du style néo-byzantin.